# Украинска народна армия
Украинската народна армия (на украински: Армія Української Народної Республіки), известна още като Украинската национална армия (УНА) или с унизителен термин в руската и съветската историография Петлюровци (на украински: Петлюрівці) е армията на Украинската народна република (1917 – 1921). Често набързо реорганизирани части от бившата руска имперска армия или новосформирани доброволчески отряди, които по-късно стават част от националните въоръжени сили. За разлика от украинската галицийска армия, Украинската народна армия не успява да развие солидна организационна структура и се състои предимно от доброволчески части, а не от редовни войски.

## История

### Създаване: Военни конгреси
Когато Централната Рада идва на власт в Украйна през пролетта на 1917 г., тя е принудена незабавно да организира армия за защита на Украйна срещу болшевиките. Почти всички части на новосъздадената армия са отделени от руската имперска армия. На 29 март 1917 г. в Киевския военен окръг по инициатива на Микола Михновски е организирана първата организация на военен форум в Украинския военен клуб. Също така през 1917 г. има три Всеукраински военни конгреса, които избират свои представители в Централната Рада. След първия подобен конгрес, който се провежда между 18 и 21 май 1917 г. в Киев, е създаден Украинският генерален военен комитет. На комисията е възложено създаването и преструктурирането на армията. За ръководител на комитета е избран бъдещият първи генерален секретар на военните дела Симон Петлюра.
Следващият конгрес, който се противопоставя на забраната, поставена от руското временно правителство, се провежда между 18 и 23 юни 1917 г. в Киев. На този конгрес е прочетен 1-вият „Универсал“ на Централната Рада и се провеждат първите избори за тази институция. Последният конгрес се състои от 2 до 12 ноември 1917 г. също в Киев. Поради гражданските вълнения, инициирани от болшевиките в цялата страна, известни още като Октомврийската революция, конгресът отнема повече време от своите предшественици, тъй като е прекъснат за няколко дни, за да се създаде първия украински полк за защита (начело с полковник Юрий Капкан). Основните искания на конгреса са провъзгласяването на Украинската демократична република, пълна украинизация на армията и флота и незабавно сключване на мирен договор.
Тогава Централната Рада не вижда нужда от постоянна армия, подсилена с наборна военна служба. Вместо това, през ноември 1917 г. е въведена и ратифицирана концепция „Свободен казак“ (която не се различава от милицията). Едва когато болшевиките нахлуват в Украинската народна република, през декември 1917 г., необходимостта от редовна постоянна армия е оценена. Новата организация трябва да включва осем пехотни корпуса и четири кавалерийски дивизии. Но тези планове така и не са осъществени, тъй като Радата е свалена с преврат, воден от Павло Скоропадски, който издига Хетманството на власт в Украйна. На 12 юни 1918 г. е подписан и временен мирен договор с болшевиките.
След като поема властта, правителството на Хетманството създава свои собствени планове за постоянна армия. Те трябва да се състоят от 310 000 военнослужещи, разпределени в осем териториални корпуса, с годишен бюджет от 1,254 милиона карбованци. Тази армия обаче не се развива отвъд организационния етап, поради много дисидентски движения и голямата непопулярност на Хетманството сред селяните и цивилните. През ноември 1918 г. Директорията идва на власт в Украйна, носейки със себе си още една визия за структурата на армията. През това време повечето части просто преминават от Хетманството към Директорията с малки организационни промени.

### Война за независимост
Болшевиките за първи път нахлуват в Украинската народна република през януари 1918 г. След няколко седмици битки, Червената армия побеждава сравнително малките украински сили и превзема Киев на 9 февруари. Това принуждава Централната Рада да потърси помощ от Централните сили на Първата световна война. След подписването на договора от Брест-Литовск, Украинската армия трябва да получи помощ в борбата с Червената армия. Германско-австрийската операция Фаустшлаг отстранява болшевиките от Киев в началото на март и правителството на Радата се завръща в столицата. През април, Червената армия е принудена напълно да се оттегли от Украйна и е подписан мирен договор. Германско-австрийските победи в Украйна се дължат на апатията на местните жители и по-ниските бойни умения на болшевишките войски в сравнение с техните австро-унгарски и германски съперници.
През декември 1918 г., след идването на Директорията на власт, армията достига своя връх при около 100 000 новобранци. Тези въоръжени сили се оказват нито бойни, нито добре организирани. По това време повечето от силите на украинската държава на Павло Скоропадски сменят страната и се присъединяват към Директорията.
През януари 1919 г. Украйна обявява война на Съветска Русия, след като последната установява временно правителство в Харков, обявявайки Украинска съветска социалистическа република. Едновременно с това, Западноукраинската народна република превзема Лвов, като по този начин започва война с Втората полска република. През януари 1919 г. Украинската народна армия и Украинската галицийска армия се обединяват, след като Западноукраинската народна република е напълно окупирана от полски сили, а Киев от съветски войски. Симон Петлюра става главнокомандващ на новата украинска армия; това подобрява реда и дисциплината в армията. Въведени са специални инспектори с широки правомощия, подобно на болшевишките комисари. Армията нараства, тъй като към 35 000 войници от централна Украйна се присъединяват и 50 000 галицийци. Разполагайки с тази сила, армията на УНР предприема успешен набег в Киев и Одеса през август 1919 г. Но в крайна сметка обединените армии претърпяват тежки жертви в своята самоубийствена война срещу полската армия, белите на Деникин и болшевиките. Епидемия от петниста треска допринася за това поражение. Поради това, Украйна подписва примирие с Антантата и по-късно с Полша през май 1919 г.
След като не успява да превземе Киев самостоятелно, украинската армия подписва Варшавския договор с Полша през април 1920 г. Съгласно договора, украинските сили се бият рамо до рамо с полските сили срещу Съветска Русия и други украински „червени“ движения (Деникин, германците и Антантата отдавна са изгонени от Украйна). След решителен провал в Киевската офанзива, украинското присъствие намалява само до участие в полско-съветската война. Докато накрая новосъздаденият Съветски съюз и Полша подписват договора от Рига на 18 март 1921 г., слагайки край на войната. Малките остатъци от украинската народна армия или прибягват до партизанска война, или се присъединяват към полската армия.

## Структура
Щабът на украинските въоръжени сили се нарича Главна Булава. Първоначалната структура на армията, определена от Централната Рада, планира да организира оптимистично осем пехотни корпуса и четири кавалерийски дивизии. Но тези планове така и не са реализирани поради вътрешната борба за власт в Украйна. Вместо това, армията е набързо сформирана от различни въоръжени доброволчески отряди и „свободни казаци“.
Но през май 1919 г., украинската народна армия е принудена да се реорганизира, след като нейната жива сила пада от 100 000 на 15 000 само за пет месеца война със Съветска Русия. Според тогавашния украински политик Володимир Виниченко, основно заради комунистическата пропаганда. Новата, полуорганизирана структура е съставена от пет „групи армии“ с размер на бригада и голям брой „свободни казаци“:
През май 1920 г. в разгара на полско-съветската война армията отново е принудена да се реорганизира, след като нейната сила се увеличава повече от два пъти. Новата структура включва: шест пехотни и една кавалерийска дивизия. Всяка пехотна дивизия трябва да има три бригади, въоръжени с артилерия, кавалерийски полк и инженерен полк. Единичната кавалерийска дивизия има шест конни полка. Опитва се и формирането на шест резервни бригади, но това е само частично успешно. Укрепителните бригади по-късно са превърнати в по-малко силна, двубригадна картечна.